# قوس ستروف الجيوديسي

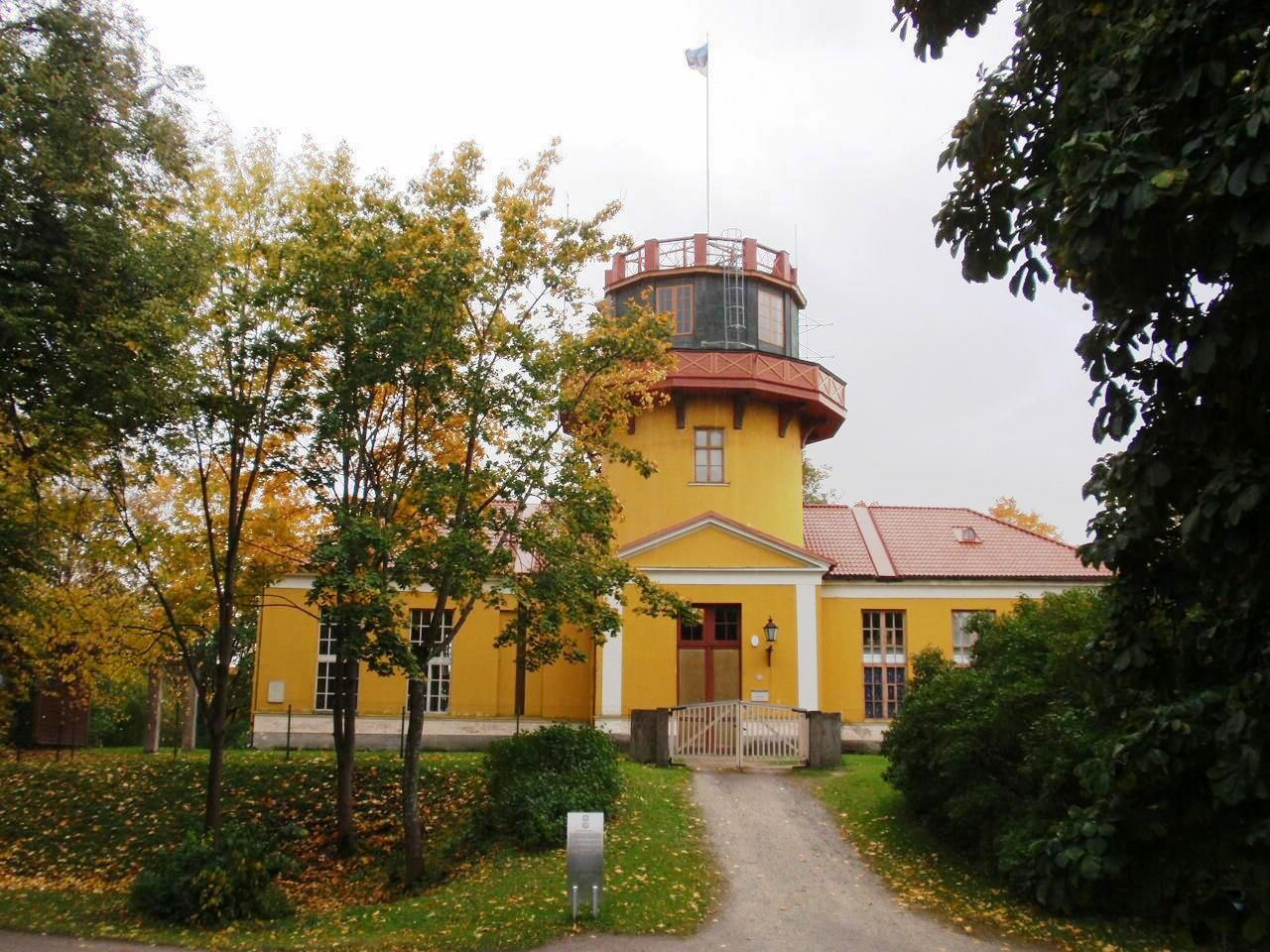
مرصد تارتو القديم، النقطة الأولى من القوس.

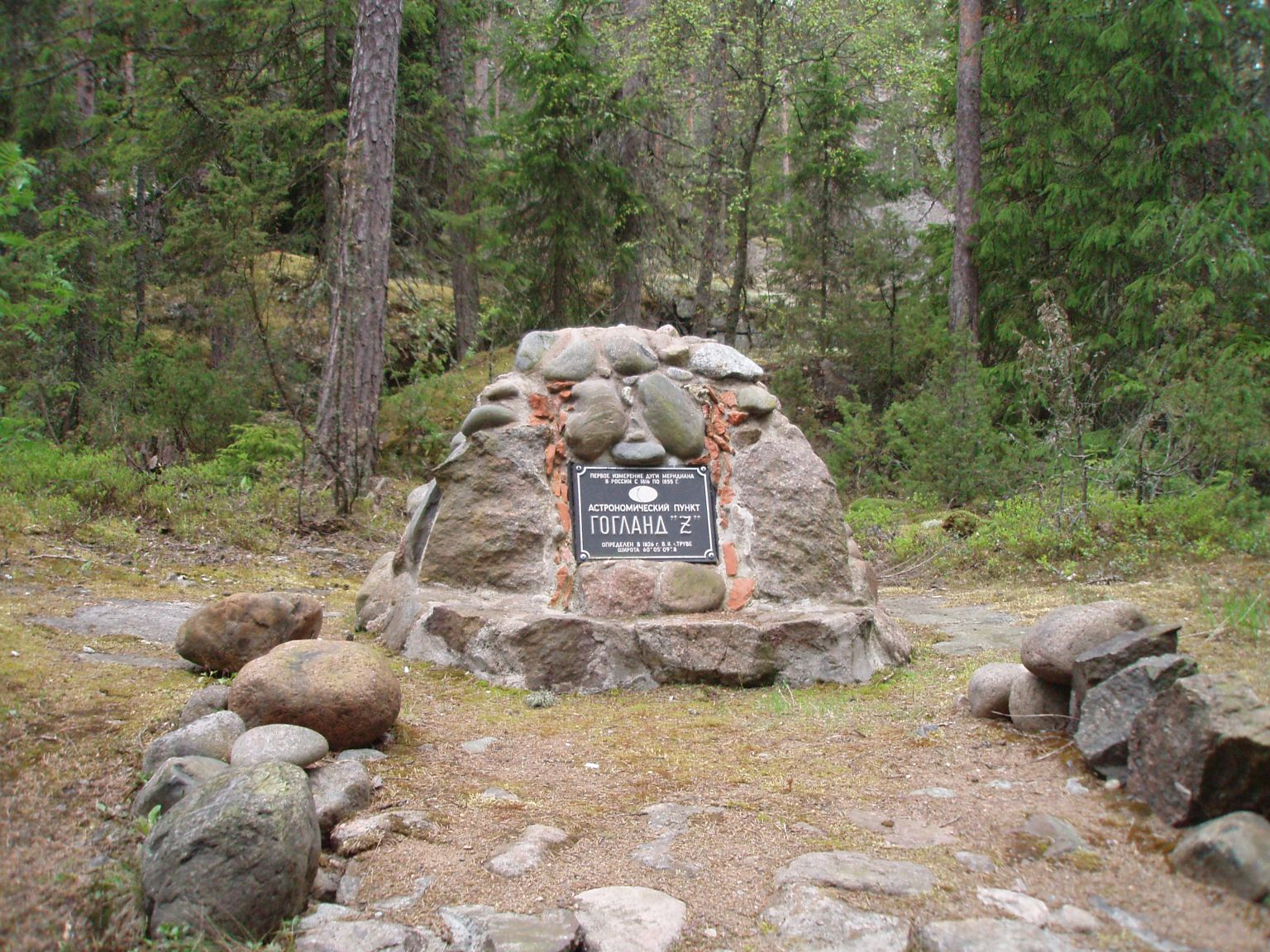
النقطة Z التي تقع في هوجلاند، روسيا.

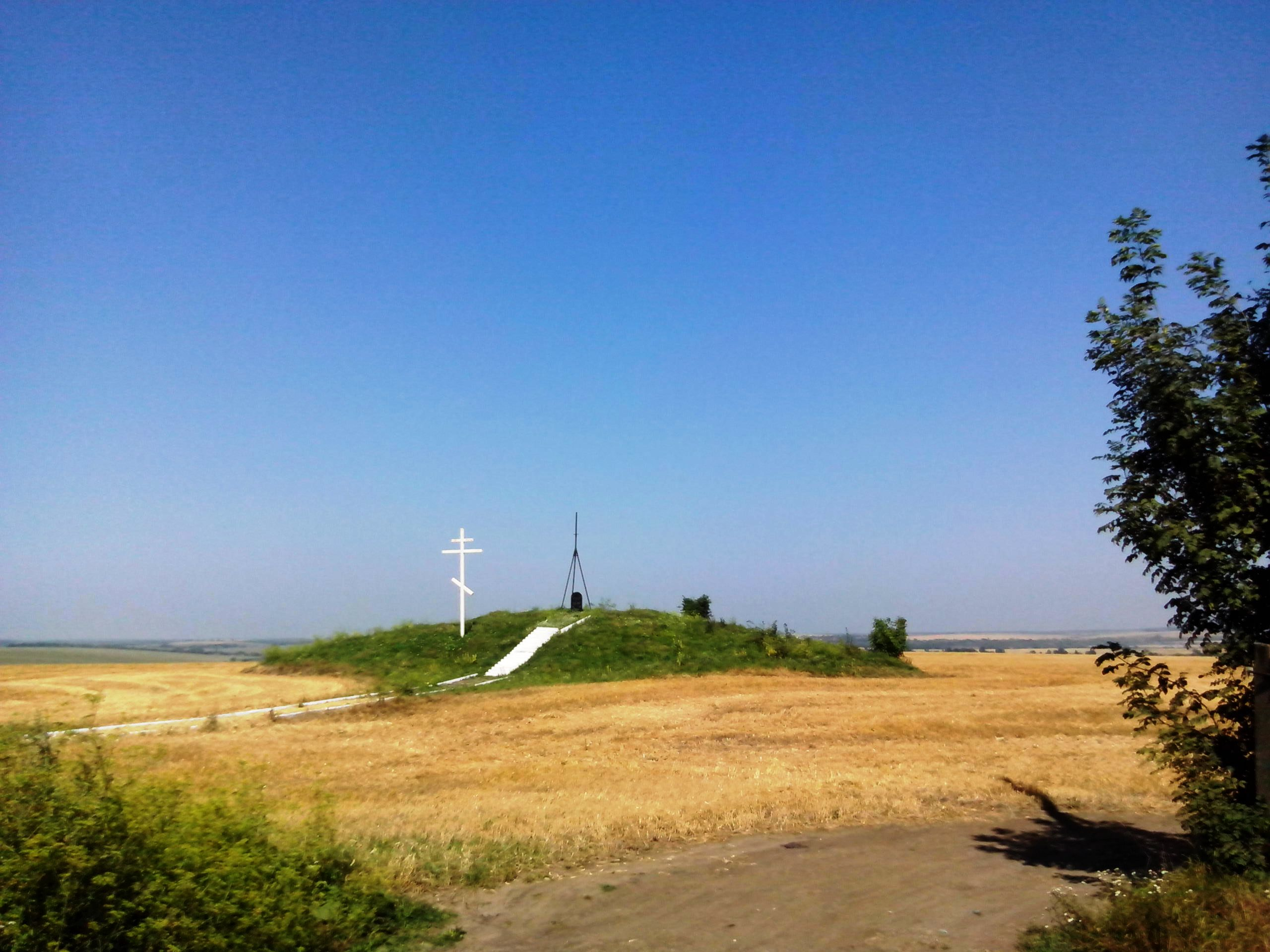
اللوحة التذكارية للقوس في فليشتين، أوكرانيا

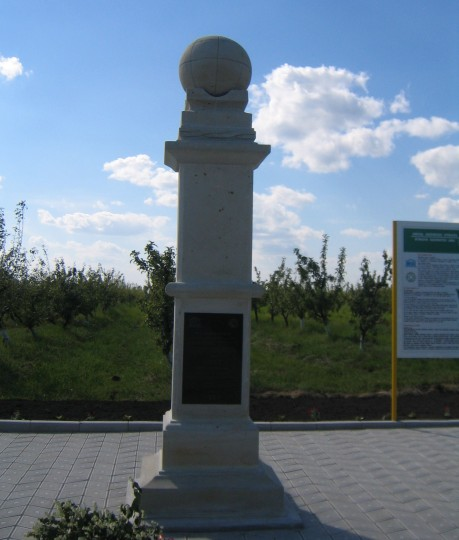
النقطة الجيوديسية في رودي، مولدوفا

قوس ستروف الجيوديسي (بالإنجليزية: Struve Geodetic Arc)‏ هو شبكة من التثليثات للمسح، تمتد من هامرفست في النرويج إلى البحر الأسود، يعبر عشر دول وأكثر من 2،820 كم، والتي أسفرت عن أول قياس دقيق لخط الطول.
تم إنشاء الشبكة واستخدامها من قبل العالم الروسي المولود في ألمانيا فريدريش جورج فيلهلم فون ستروف في السنوات 1816 إلى 1855 لقياس حجم وشكل الأرض بدقة. في ذلك الوقت، مرت الشبكة فقط عبر دولتين: اتحاد السويد والنرويج والإمبراطورية الروسية. تقع النقطة الأولى للقوس في مرصد تارتو في إستونيا، حيث أجرى ستروف الكثير من أبحاثه.
في عام 2005، تم إدراج الشبكة في قائمة التراث العالمي كمجموعة واحدة مكونة من 34 صفيحة تذكارية أو مسلات مبنية، من أصل 265 محطة رئيسية مميزة كالثقوب المحفورة في الصخور والصلبان الحديدية وركام الحجارة و المسلات.
يتكون قياس شبكة التثليث من 258 مثلثًا رئيسيًا و 265 رأسًا جيوديسيًا. تقع النقطة الشمالية في أقصى الشمال بالقرب من هامرفست في النرويج، والنقطة الجنوبية بالقرب من البحر الأسود في أوكرانيا. تقع هذه الشبكة في عشر دول، أكثر من أي موقع تراث عالمي لليونسكو.

## الشبكة

### النرويج
- فوجلينس (Fuglenes) في هامرفست ( ) [2]
- رايباس (Raipas) في ألتا ( )
- لوفديدوتشكا (Luvdiidcohkka) في كاوتوكاينو ( )
- بايلاسفاري (Baelljasvarri) في كاوتوكاينو ( )

### السويد
- بايتاس-فارا (Pajtas-vaara) في كيرونا
- كيرويوبوكا (Kerrojupukka) في بايالا
- بولنيكي (Pullinki) في أوفرتورنو
- بيرا-فارا (Perra-vaara) في هاباراندا

### فنلندا
- ستور-أويفي (Stuor-Oivi) في إينونتيكية ( )
- أفاساكسا (Avasaksa) في ليتورنيو ( )
- تورنيا (Torneå) في تورنيو ( )
- بولاكا (Puolakka) في كوربيلاهتي ( )
- بورلوم 2 (Porlom II) في لابينيارفي ( )
- سفارتفيرا (Svartvira) في فيتا ( )

### روسيا
- ماكي-باليس (Mäki-päälys) في هوجلاند
- هوجلاند، زي (Hogland, Z) في هوجلاند ()

### إستونيا
- فوبيفر (Woibifer) في فايك مارايا باريش ( )
- كاتكو (Katko) في فايك مارايا باريش ( )
- دوربات (Dorpat) (مرصد تارتو القديم) في تارتو ( )

### لاتفيا
- سيستو-كالنز (Sestu-Kalns) في إرجلو نوفادس ( )
- جاكوبستات (Jacobstadt) في جيكاببيلس ( )

### ليتوانيا
- كاريشكي (Karischki) في بانيمونيلس ( )
- ميشكانزي (Meschkanzi) في نيمينسينه ( )
- بيريزناكي (Beresnäki) في نيمزيس ( )

### روسيا البيضاء
- توبيشكي (Tupischki) في منطقة أشاميانا ( )
- لوباتي (Lopati) في منطقة زيلفا ( )
- أوسوفنيتزا (Ossownitza) في متطقة إيفانوفو ( )
- تشيكوتسك (Tchekutsk) في منطقة إيفانوفو ( )
- ليسكوفيتسشي (Leskowitschi) في منطقة إيفانوفو ( )

### مولدوفا
- رودي (Rudi) في قرية رودي، منطقة سوروكا ( )

### أوكرانيا
- كاتيرينيفكا (Katerynivka) في أنتونيفكا، خملنيتسكي أوبلاست ( )
- فليشتين (Felshtyn) في هفاردييسك، خملنيتسكي أوبلاست ( )
- بارانيفكا (Baranivka) في بارانيفكا، خملنيتسكي أوبلاست ( )
- ستارو-نيكراسيفكا (Staro-Nekrasivka) في نيكراسيفكا، أوبلاست أوديسا ( )

## النتائج

### تاريخي
في النشر في عام 1858، تم تقدير تسطيح الأرض بمقدار جزء واحد في 294.26. تم تقدير نصف قطر الأرض الاستوائي بنحو 6،378،360.7 متر.
في عام 2005 تم تكرار العمل باستخدام الملاحة عبر الأقمار الصناعية. كان تقدير التسطيح الجديد جزءًا في 298.257 وكان نصف القطر الاستوائي 6،378،136.8 مترًا.
في مسح سابق في عام 1740، كان تسطيح الأرض جزء واحد في 178 ونصف قطر استوائي يبلغ 6396800 متر.

### حديث
أقصى نقطة في الشمال: هامرفست (فوجلينز): 70° 40′ 11.23″ N 
أقصى نقطة جنوبية: إسماعيل (ستارو نيكراسوفكا): 45° 20′ 02.94″ N 
الفرق في خط العرض الجيوديسي: 25° 20′ 08.29″ 
المسافة بالكيلومترات: 2،821.853 ± 0.012 

## روابط خارجية
- الإدراج على موقع اليونسكو
- مقال لليونسكو حول الشبكة